# Zahnhalteapparat
Der Zahnhalteapparat (Parodontium; von altgriechisch παρά para, deutsch ‚neben‘ und ὀδούς, Gen. ὀδόντος odontos, deutsch ‚Zahn‘) ist das funktionelle Verankerungssystem des Zahnes, das auch als Attachment bezeichnet wird.
Die Parodontologie ist ein Fachgebiet der Zahnmedizin und beschäftigt sich mit dem Zahnhalteapparat, seinen Erkrankungen und deren Therapien. Dazu gehört die Erforschung der Anatomie, Physiologie, Pathophysiologie, Pathogenese und Ätiologie.

## Aufbau
Der Zahnhalteapparat besteht aus:
- Zahnfleisch (Gingiva propria)
- Zahnzement (Cementum)
- Zahnfach (Alveole)

A Zahnschmelz (Enamelum)
B Zahnbein (Dentin)
C Zahnfach des Kieferknochens (Alveole)
D Zahnfleisch (Gingiva propria)
E Epitheliale Schleimhaut (Mukosa)
F Freier Zahnfleischrand
G Sulcus gingivae
H Supraalveolärer Faserapparat
I,J,K Wurzelhaut (mit Sharpeyschen Fasern)

- Wurzelhaut (Desmodont oder Periodontium)

Die Fibroblasten des Periodontiums bilden Kollagen-Fasern (Sharpey-Fasern). Diese Bindegewebsfasern (pro Quadratmillimeter 28.000 Fasern) des Zahnhalteapparats verbinden das Zement des Zahnes mit dem Zahnfach. Diese Verbindung des Zahnes mit dem Kieferknochen ist straff, aber beweglich. Der Zahn ist „federnd“ in seinem Zahnfach aufgehängt. Die Fasern werden bei Druck auf den Zahn (zum Beispiel beim Kauen) ganz gespannt und verhindern ein zu starkes Eindrücken der Zahnwurzel in den Knochen. Außerdem übertragen sie die Kraft auf den Knochen als Zugkraft, womit der Druck auf den Zahn in Zug auf den Knochen umgewandelt wird. Zug ist die optimale Belastungsart für den Knochen und reizt ihn zum Aufbau beziehungsweise zur Verstärkung, während Druck auf den Knochen zu Knochenabbau und -schwund führt (zum Beispiel Knochenabbau nach Zahnverlust). Elastische Fasern sorgen dafür, dass beim Nachlassen des Druckes der Zahn wieder gering aus der Endposition bewegt wird, sich die gestrafften kollagenen Fasern entspannen und die Blutzirkulation im Zahnfach wieder erfolgen kann.

### Sulcus gingivae
Der Sulcus gingivae (lateinisch sulcus ‚Furche‘, lat. gingiva ‚Zahnfleisch‘) ist eine zirkulär um den Zahn verlaufende Vertiefung zwischen dem Zahnhals und dem Zahnfleisch. Den Boden des Sulkus bildet der supraalveoläre  Faserapparat (früher: Ligamentum circulare), der die nicht besonders feste Verklebung zwischen Zahnoberfläche und Epithelansatz verstärkt.

#### Sulkusepithel
Das Sulkusepithel ist ein mehrschichtiges, schuppenartiges, nicht- oder parakeratinisiertes Epithel, das in das orale Gingivaepithel übergeht und die Wand des Sulkus auskleidet. Es reduziert die Gefahr einer Epithelulzeration, da es mechanischen Kräften widersteht und eine geringe Permeabilität für Flüssigkeit und Zellen besitzt, da die Interzellularräume dicht verschlossen sind. Es geht an dessen Spitze in das Saumepithel über.

#### Saumepithel
Das Saumepithel umgibt kragenförmig den Zahn und besteht aus nichtkeratinisierendem Epithel. Das Saumepithel verfügt über zwei Basallaminae, wobei die eine Basallamina dem Zahn anliegt (interne Basallamina) und die andere ans Bindegewebe grenzt (externe Basallamina). Das Saumepithel ist permeabler als das orale Gingiva- und Sulkusepithel. Es kann leichter von bakteriellen Produkten aus dem Sulkus ins Bindegewebe durchdrungen werden und ermöglicht den  Durchtritt von Flüssigkeiten und Zellen aus dem Bindegewebe in den Sulkus.

## Parodontitis und Parodontose
Eine entzündliche Erkrankung des Zahnhalteapparats wird als Parodontitis bezeichnet, die aktuelle Klassifikation der Parodontalerkrankungen ist im Jahr 1999 auf einem Workshop unter Leitung der American Academy of Periodontology entstanden. Ein veralteter, aber umgangssprachlich noch häufig benutzter Begriff ist „Parodontose“. Die Erkrankung wird in einem Parodontalstatus dokumentiert.